# Брајант (Јужна Дакота)
Брајант (енгл. Bryant) град је у америчкој савезној држави Јужна Дакота.

## Демографија
По попису из 2010. године број становника је 456, што је 60 (15,2%) становника више него 2000. године.
| Група             | 2000.       | 2010.       |
| Белци             | 395 (99,7%) | 454 (99,6%) |
| Афроамериканци    | 1 (0,3%)    | 0 (0,0%)    |
| Азијати           | 0 (0,0%)    | 0 (0,0%)    |
| Хиспаноамериканци | 0 (0,0%)    | 2 (0,4%)    |
| Укупно            | 396         | 456         |